# Labidiaster annulatus

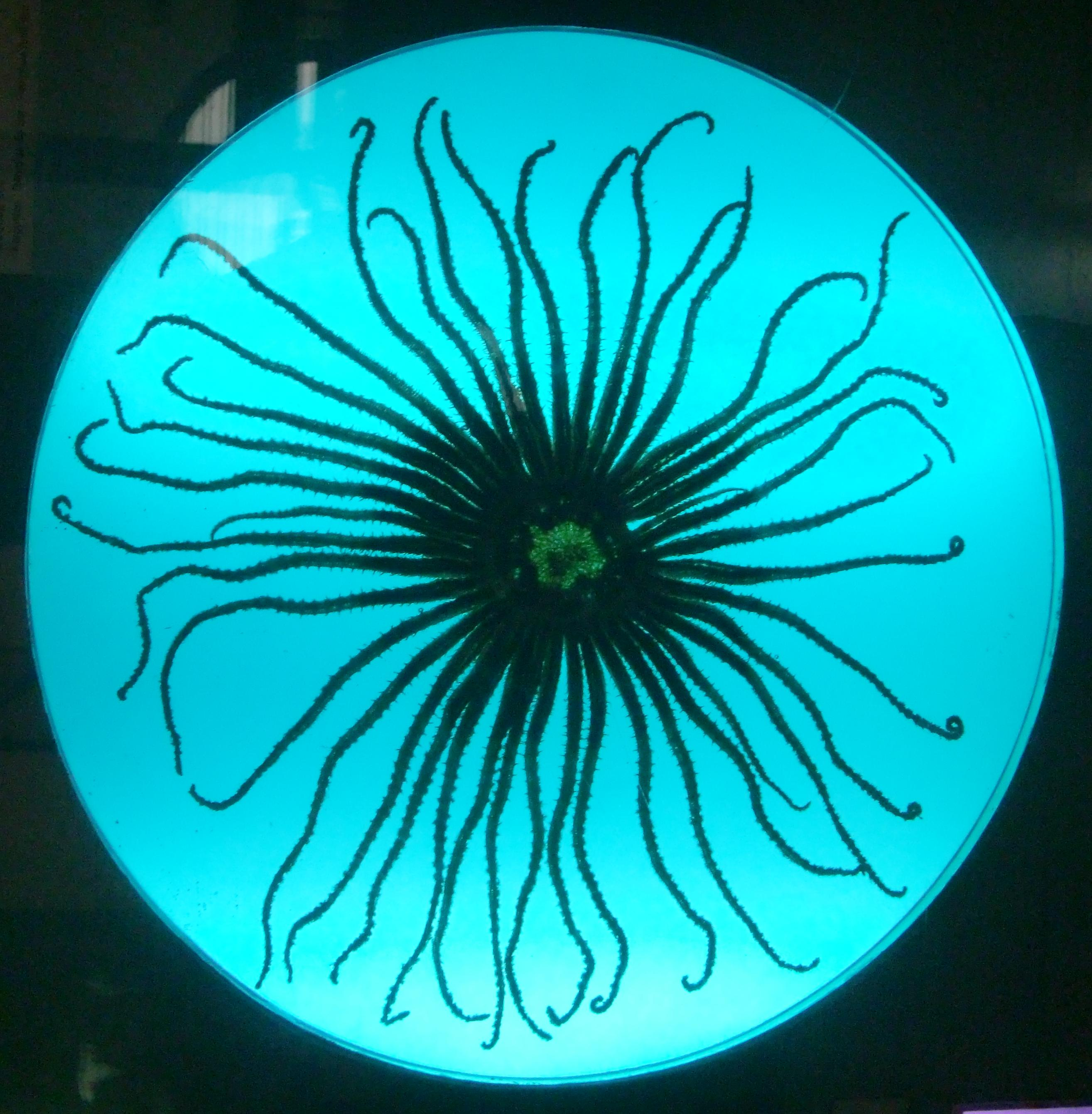
Hình ảnh của Labidiaster annulatus

Labidiaster annulatus là tên của một loài sao biển thuộc họ Heliasteridae. Người ta phát hiện ra chúng sinh sống ở những vùng nước có nhiệt độ thấp quanh Nam Cực và có nhiều cánh nhỏ, linh động.

## Mô tả
Phần giữa của nó rộng, mỗi cá thể trưởng thành thì thường có từ 40 đến 45 cánh và có thể có đường kính lên đến 60 cm. Phần giữa này thì tương đối hơi phình.

## Phân bố và môi trường sống
Loài sao biển này sinh sống quanh bán đảo Nam Cực, Nam Georgia và Quần đảo Nam Sandwich. Chúng sống ở độ sâu từ vùng thủy triều lên xuống đến 554 mét. Nhưng thực tế thì chúng thường sống ở độ sâu từ 30 đến 400 mét. Đáy biển mà chúng sống thì có cát, bùn, sỏi và đá.

## Hành vi săn mồi
Labidiaster annulatus là loài săn mồi cơ hội và là loài ăn xác chết. Đầu tiên sẽ dùng những cánh của nó để di chuyển, khi đến những khu vực có vị trí cao như đá, nó sẽ leo lên đó và chìa ra một vài cánh. Khi con mồi (ví dụ là một con cá nhỏ) tiến đến và chạm vào thì sẽ bị những cái chân kìm kẹp lại và những cái cánh khác nhanh chóng cuộn con mồi. Sau đó những chân ống của mặt dưới sẽ đưa nó đến miệng. Nếu đủ sức vùng vẫy, con mồi có thể trốn thoát trong thời gian này.
Khi phân tích những gì sót lại trong dạ dày thì chủ yếu ở đó là các loài thuộc bộ Hình tôm và bộ Amphipoda. Họ cũng phát hiện một xác cá có kích thước khoảng 6 cm nằm trong dạ dày của một cá thể nhưng không rõ đó là xác chết hay là con mồi mà nó bắt được. Thậm chí còn có cả xác của đồng loại và những loài sao biển nhỏ khác, chẳng hạn như loài sao biển đuôi rắn.

## Sinh sản
Các nhà khoa học vẫn chưa biết gì nhiều về việc sinh sản của chúng. Qua phân tích DNA thì họ thấy chúng phải trải qua hai giai đoạn ấu trùng rồi qua quá trình biến thái hoàn toàn mới trở thành con non. Vì ấu trùng của chúng là sinh vật phù du nên chúng sẽ trôi theo dòng chảy rồi mới trở thành sao biển.